# Dauris
Dauris (perz. Dauriša, grč. Δαυρίσης) je bio perzijski general u doba Jonskog ustanka, te zet perzijskog vladara Darija Velikog. Nakon što su grčke snage poharale grad Sard, Dauris je 497. pr. Kr. zajedno s Otanom i Hijamom podijelio pobunjene jonske gradove u tri dijela, te je svaki od njih pokorio vlastiti dio čime je ustanak bio znatno oslabljen. Dauris je vodio ekspedicije kod Dardanela, no kada je čuo za pobunu u Kariji, poveo je vojsku na jug. Porazio je Karijce u bitkama kod Marsijasa i Labarunde, no nedugo kasnije upao je u zasjedu kod Pedasa gdje je ubijen zajedno s drugim zapovjednicima.

## Poveznice
- Jonski ustanak
- Perzijsko Carstvo
- Darije Veliki
- Otan
- Hijam

## Vanjske poveznice
- [neaktivna poveznica]
- AncientLibrary.com: Daurises